# Isaiah Andrews
Isaiah Andrews (nacido en 1986) es un economista estadounidense, profesor de economía en el Instituto de Tecnología de Massachusetts e investigador asociado de la Oficina Nacional de Investigación Económica. También es coeditor de American Economic Review. En 2018, The Economist lo nombró uno de los 8 "mejores economistas jóvenes de la década". Fue nombrado becario MacArthur en 2020 y en 2021, la Asociación Económica Estadounidense le otorgó la Medalla John Bates Clark.

## Biografía

### Primeros años
Creció en Brookline, Massachusetts, hijo de los economistas formados en Yale, Marcellus Andrews y Cheryl Smith. Se graduó en la Universidad Yale en 2009 con una licenciatura en matemáticas y economía y completó un doctorado en economía en el Instituto Tecnológico de Massachusetts en 2014, donde su asesora de tesis fue Anna Mikusheva.

### Carrera
Fue profesor asistente de carrera familiar de Silverman (1968) y profesor asociado en el Instituto de Tecnología de Massachusetts de 2016 a 2018, cuando se incorporó a la Universidad de Harvard. En 2023 regresó al MIT como profesor.
Después de ser beneficiado en las Becas MacArthur, Andrews, que es negro y gay, comentó: “Espero que recibir esta subvención ayude a demostrar que hay espacio para el éxito de una amplia variedad de personas en la profesión económica”.
Fue elegido miembro de la Sociedad Econométrica en 2020.

## Investigación
Gran parte de la investigación de Andrew se centra en el campo de la econometría y se refiere a variables instrumentales. La investigación de Andrews se refiere a situaciones en las que la condición de relevancia o la restricción de exclusión se cumplen sólo débilmente. Junto con Mikusheva, ha estudiado las propiedades de instrumentos débiles en la estimación de modelos dinámicos estocásticos de equilibrio general y otros modelos económicos que emplean modelos estadísticos no lineales del Método Generalizado de Momentos. Han propuesto métodos para probar hipótesis con mayor precisión y construir intervalos de confianza en estas condiciones estadísticas. Junto con Matthew Gentzkow y Jesse Shapiro, ha desarrollado una medida del sesgo potencial en los estimadores debido a violaciones de la restricción de exclusión (sensibilidad). En conjunto a Maximilian Kasy, ha desarrollado un método para corregir el sesgo de publicación en estudios de replicación y metanálisis.

### Obra seleccionada
- Andrews, Isaiah, Matthew Gentzkow y Jesse M. Shapiro. "Medición de la sensibilidad de las estimaciones de parámetros a los momentos de estimación". La Revista Trimestral de Economía 132, no. 4 (2017): 1553-1592.
- Andrews, Isaiah y Maximilian Kasy. "Identificación y corrección del sesgo de publicación". Revista económica estadounidense 109, no. 8 (2019): 2766–94.
- Andrews, Isaiah, James H. Stock y Liyang Sun. "Instrumentos débiles en la regresión de variables instrumentales: teoría y práctica". Revisión anual de economía 11 (2019): 727–753.
- Andrews, Isaiah y Anna Mikusheva. "Inferencia de máxima verosimilitud en modelos de equilibrio general estocástico dinámico débilmente identificados". Economía Cuantitativa 6, núm. 1 (2015): 123-152.
- Andrews, Isaías. "Pruebas de combinación lineal condicional para modelos débilmente identificados". Econométrica 84, núm. 6 (2016): 2155–2182.